# Тоёне
Тоёне (яп. 豊根村 Тоёнэ-мура) — село в Японии, находящееся в уезде Китаситара префектуры Айти. Площадь села составляет 155,91 км², население — 1185 человек (1 июня 2014), плотность населения — 7,60 чел./км².

## Географическое положение
Село расположено на острове Хонсю в префектуре Айти региона Тюбу. С ним граничат город Хамамацу, посёлки Тоэй, Ситара, Анан и сёла Неба, Уруги, Тенрю.

## Население
Население села составляет 1185 человек (1 июня 2014), а плотность — 7,60 чел./км².
Изменение численности населения с 1980 по 2005 годы:
| 1980 | 2126 чел. |  |
| 1985 | 1933 чел. |  |
| 1990 | 1813 чел. |  |
| 1995 | 1722 чел. |  |
| 2000 | 1629 чел. |  |
| 2005 | 1517 чел. |  |

## Символика
Деревом села считается криптомерия, цветком — нарцисс, птицей — Syrmaticus soemmerringii.